# Taisuke Muramatsu
Taisuke Muramatsu (Prefectura de Shizuoka, 16 de desembre de 1989) és un futbolista japonès.

## Selecció japonesa
Va formar part de l'equip olímpic japonès als Jocs Olímpics d'estiu de 2012.